# Kvaerner Masa-Yards
Kvaerner Masa-Yards Oy var ett finländskt varvsföretag, som bildades som Masa-Yards Oy efter Wärtsilä Marinindustris konkurs hösten 1989.
Ägarna av Masa-Yards var finländska staten, Föreningsbanken i Finland ock de rederier som var intressenter i de stora Helsingfors- och Åbo-varvens pågående produktion. Bakom organiserandet av räddningsoperationen stod Martin Saarikangas, som tidigare bland annat varit chef för Wärtsiläs Sandvikenvarvet i Helsingfors och som också blev vd för Masa-Yards. Tanken var att bolaget enbart kortsiktigt skulle vara ägare av varvet. 
Norska Kvaerner ASA köpte 1991 Masa-Yards och döpte om det till Kvaerner Masa-Yards. Martin Saarikangas satt kvar som chef för detta företag fram till 2001, från 1998 också som koncernchef för Kvaerner ASA:s hela varvsgrupp. 
De båda norska varvsföretagen Kvaerner och Aker Maritime dominerades bägge av Kjell Inge Røkke.  Kvaerner Masa-Yards och Aker Finnyards slogs 2004 samman med Aker Finnyards, med varv i Raumo, under namnet (nya) Aker Finnyards Oy, år 2006 namnändrat till Aker Yards. År 2009 såldes Aker Yards till sydkoreanskägda STX Europe.

## Tillverkade fartyg i urval 1991–2004
- M/S Carnival Sensation för Carnival Cruise Lines, Helsingfors 1993
- M/S Barfleur, för Brittany Ferries, Helsingfors 1992
- Norwegian Majesty  för Cia Naviera i Panama, Åbo 1992
- M/V Normandie,  för Brittany Ferries, Åbo 1992
- Eide Barge 33, Åbo 1993
- M/V Juan J. Sister, Åbo 1993
- M/S Fascination för Carnival Cruise Lines, Helsingfors 1994
- Isbrytaren Röthelstein för österrikiska Verbund AG för användning på Donau, Helsingfors 1995
- M/S Imagination för Carnival Cruise Lines, Helsingfors 1995
- M/S Carnival Paradise för Carnival Cruise Lines, Helsingfors, 1998
- M/S Crystal Symphony för Crystal Cruises, Åbo 1995
- Kabelläggningsfartyget Cable Innovator, Åbo 1995

## Bildgalleri

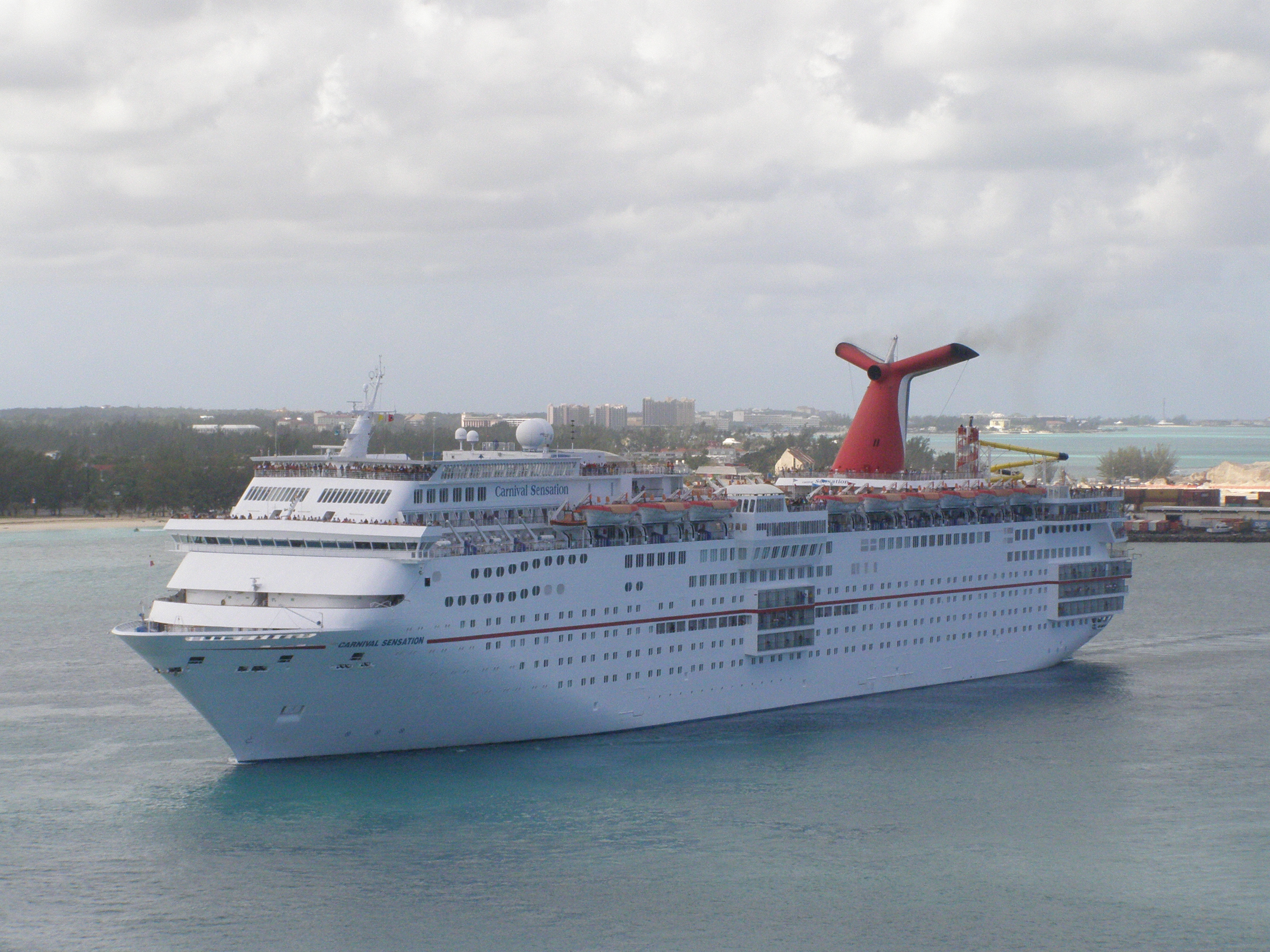
M/S Carnival Sensation i Nassau, Bahamas, 2011
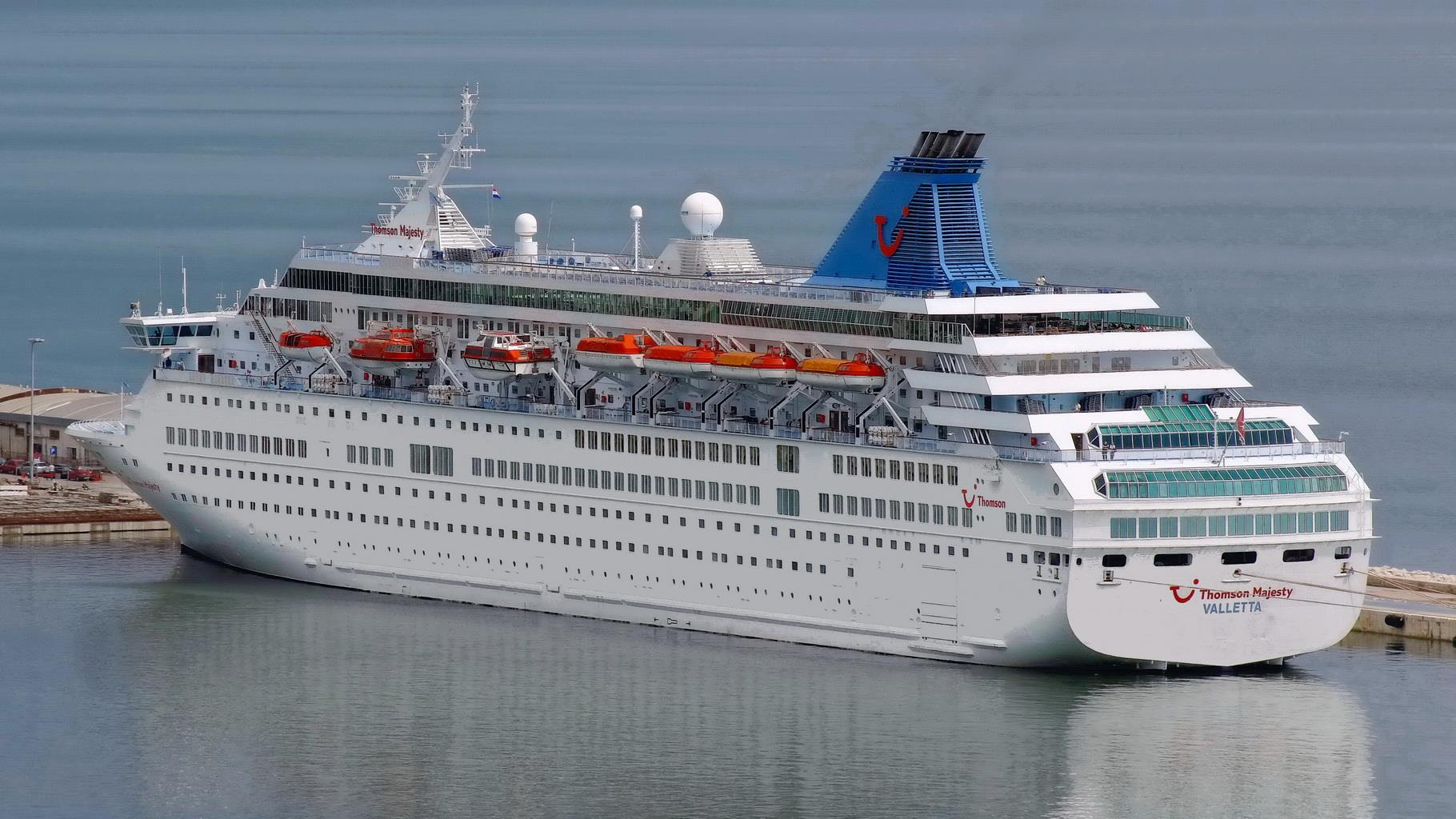
MS Thomson Majesty, tidigare MS Norwegian Majesty, i Split 2013
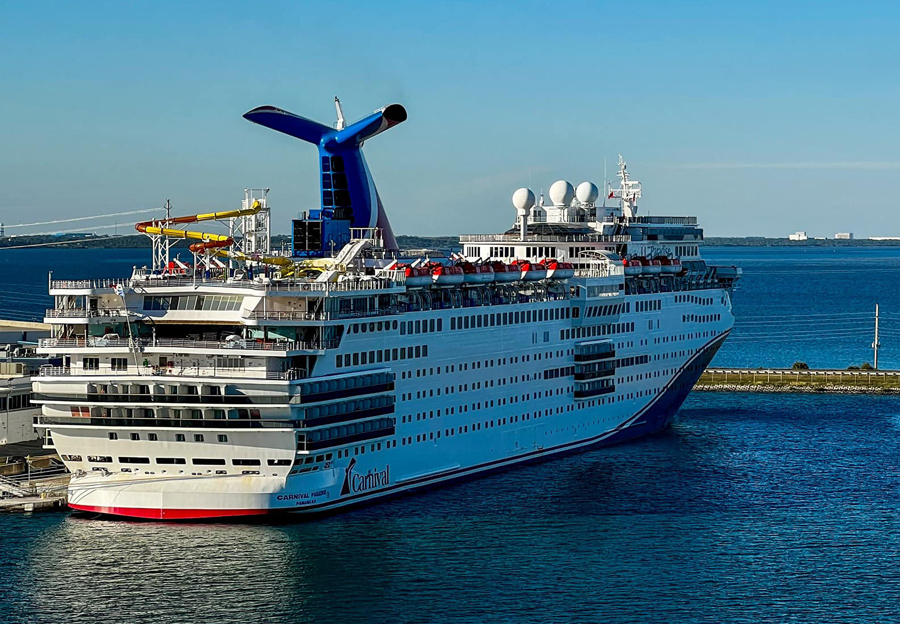
M/S Carnival Paradise, 2021
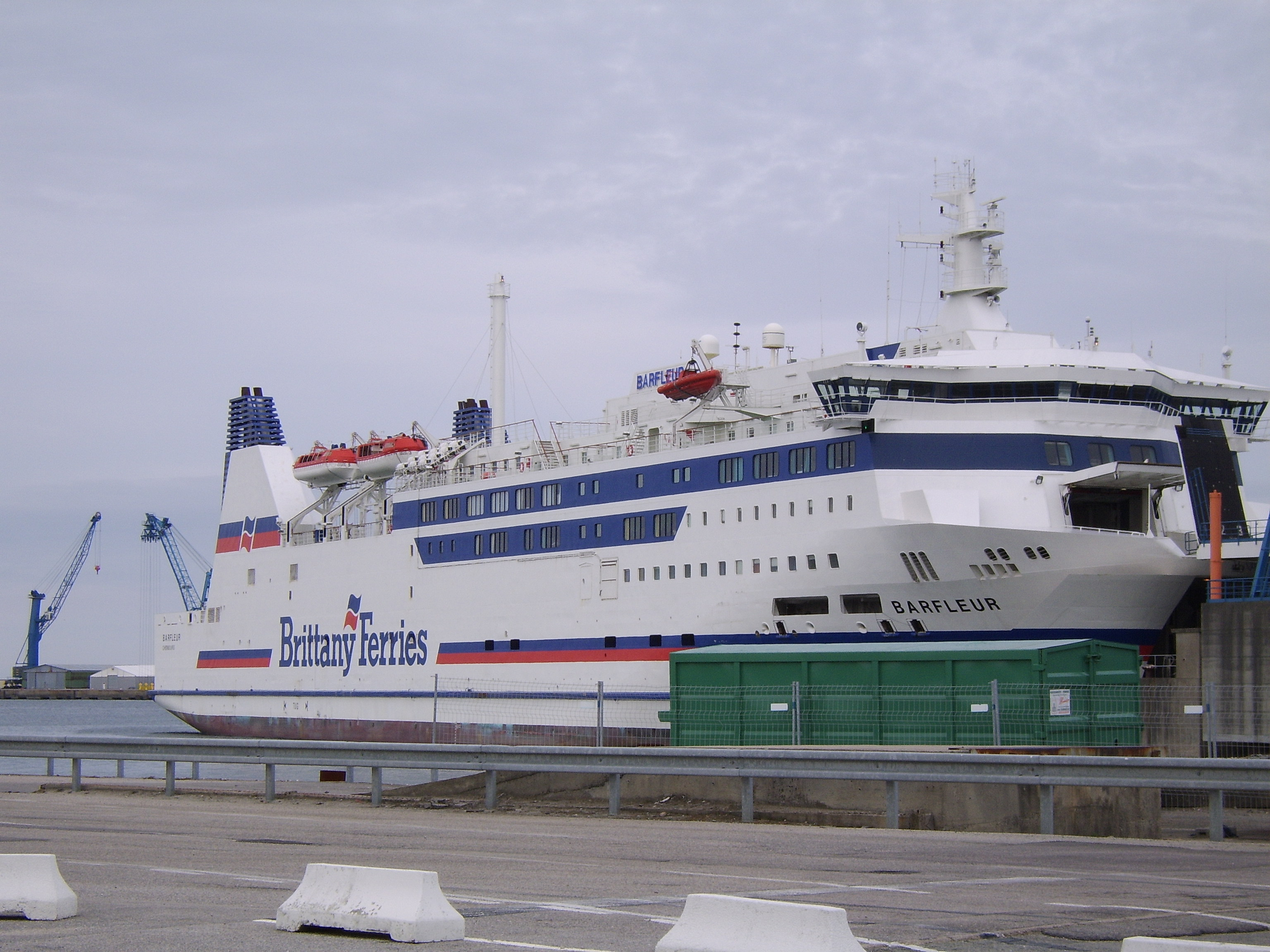
M/S Barfleur i Cherbourg i Frankrike, 2006
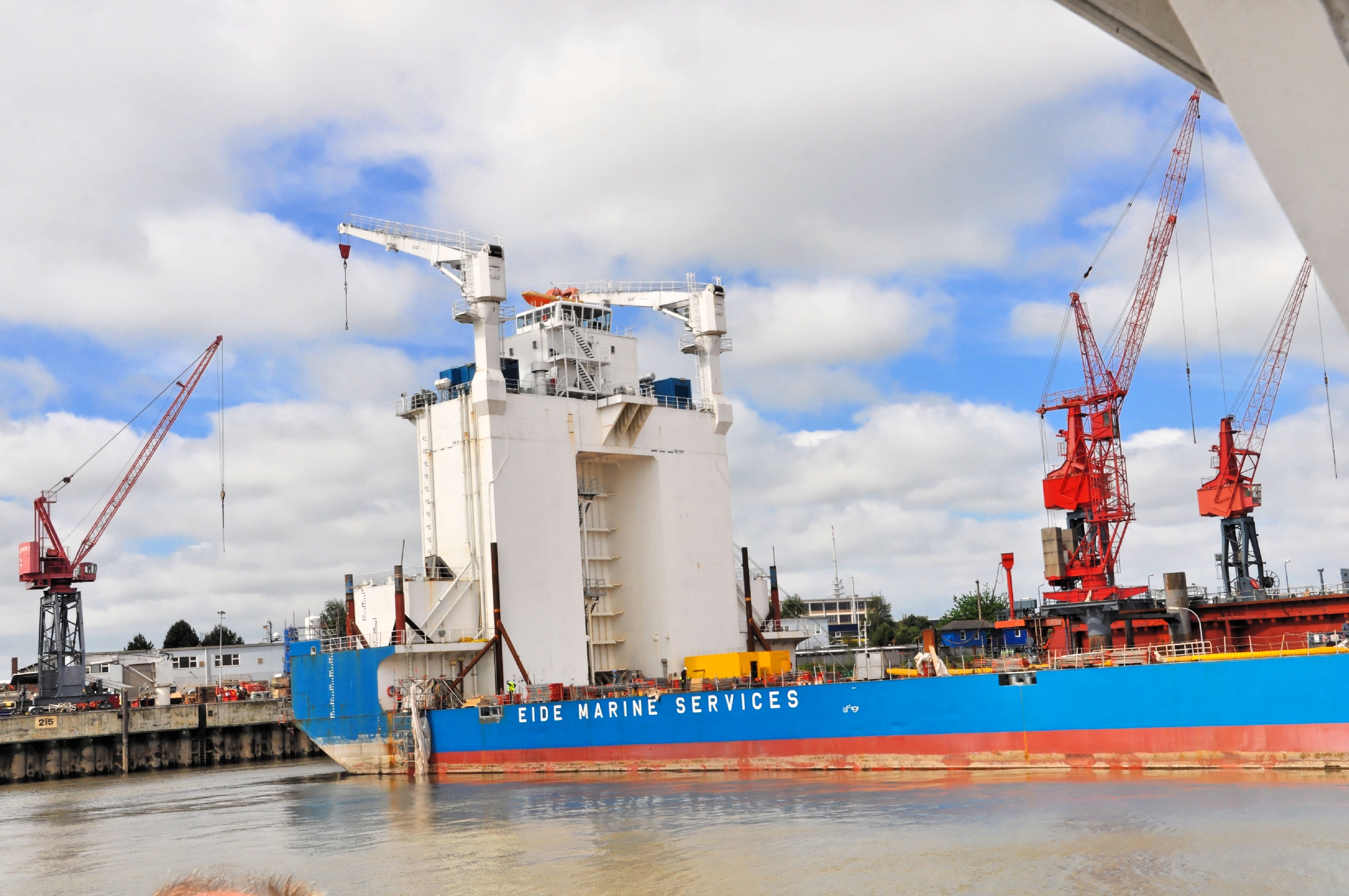
Eide Barge 33 i Cuxhaven, 2014
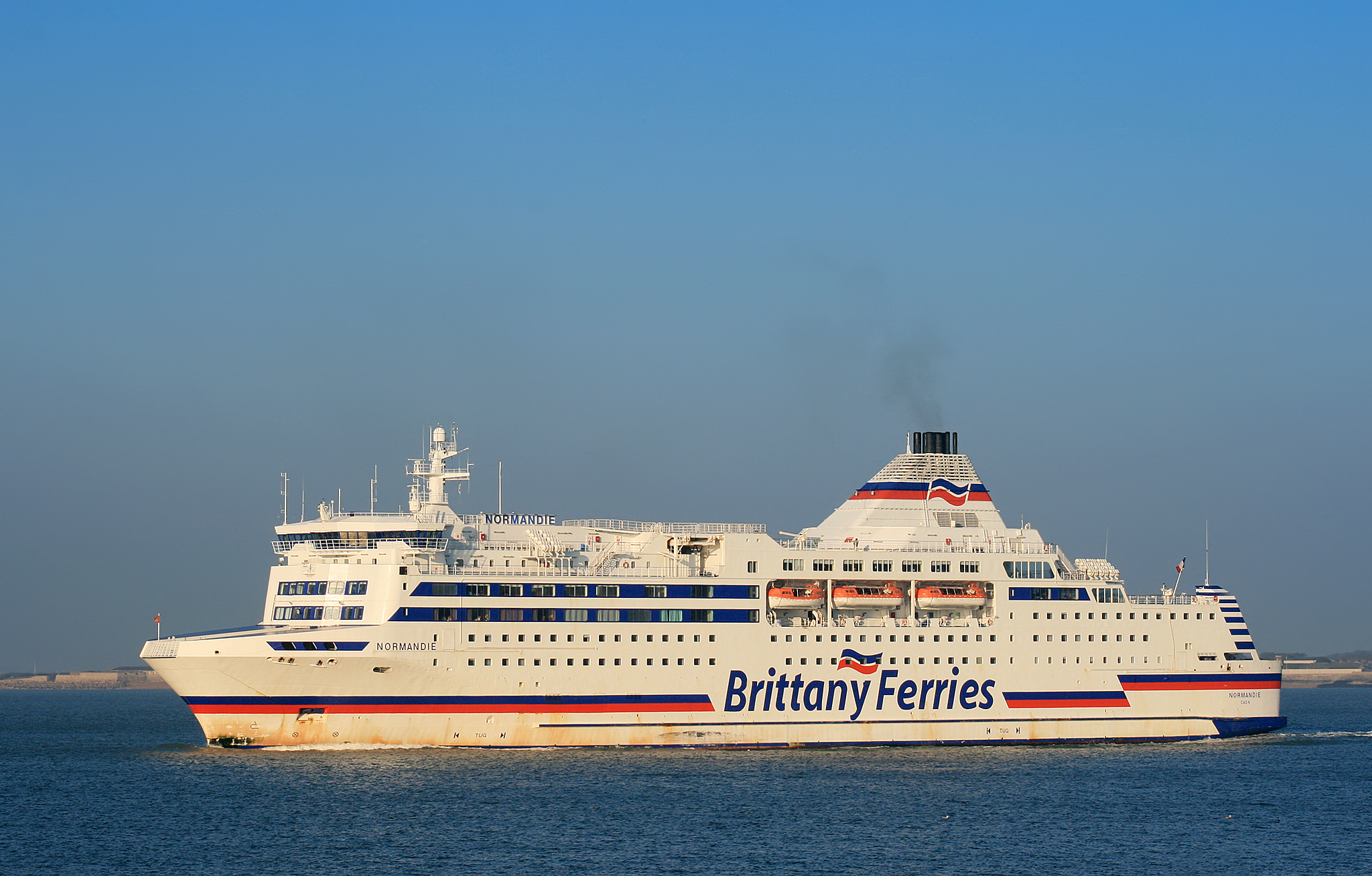
M/V Normandie, 2010
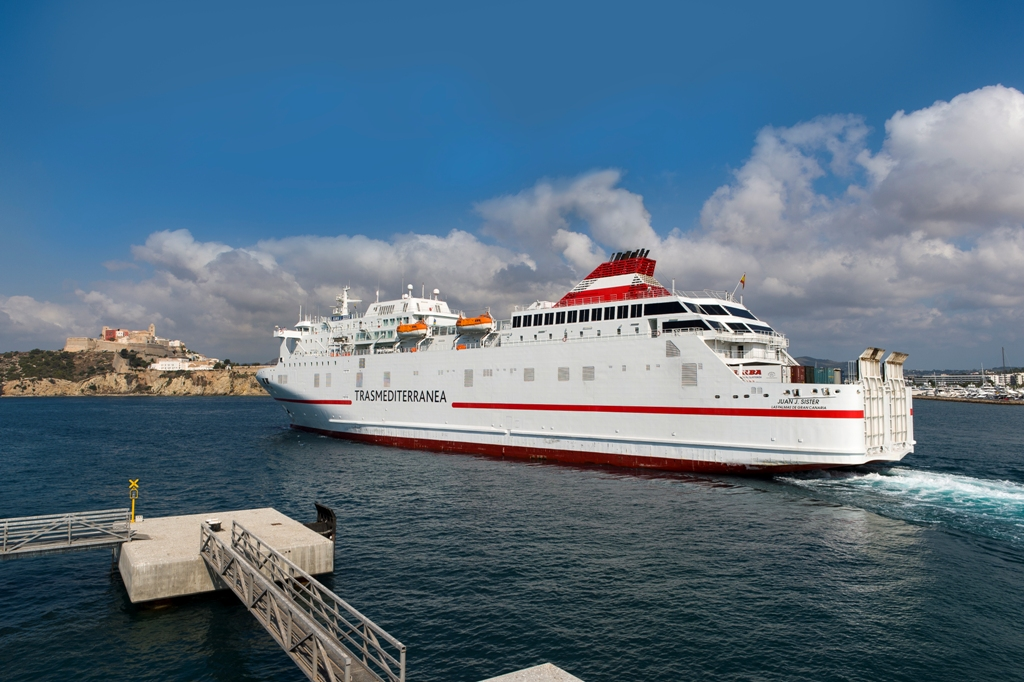
M/V Juan J. Sister, 2015
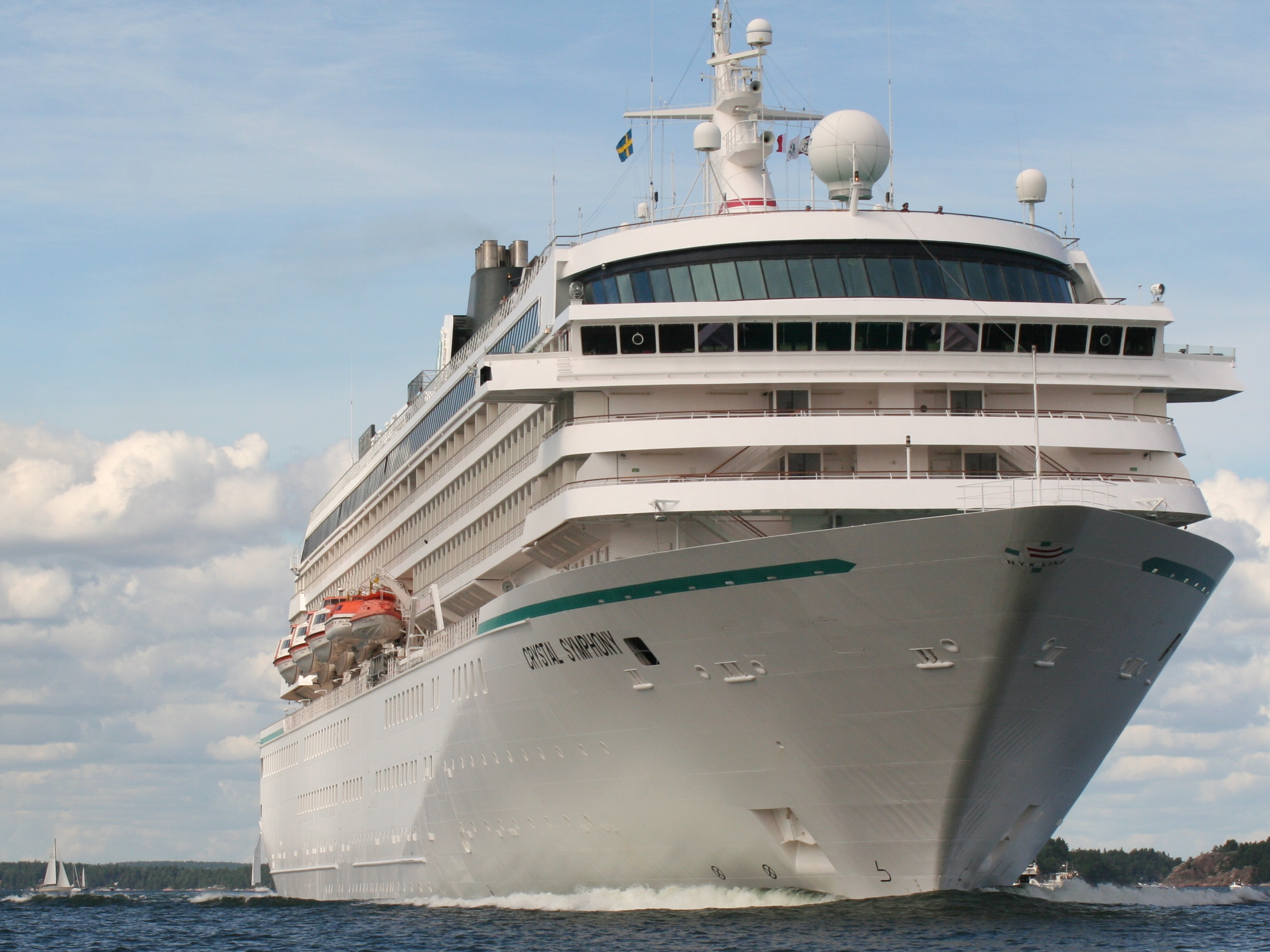
M/S Crystal Symphony i Stockholms skärgård 2007
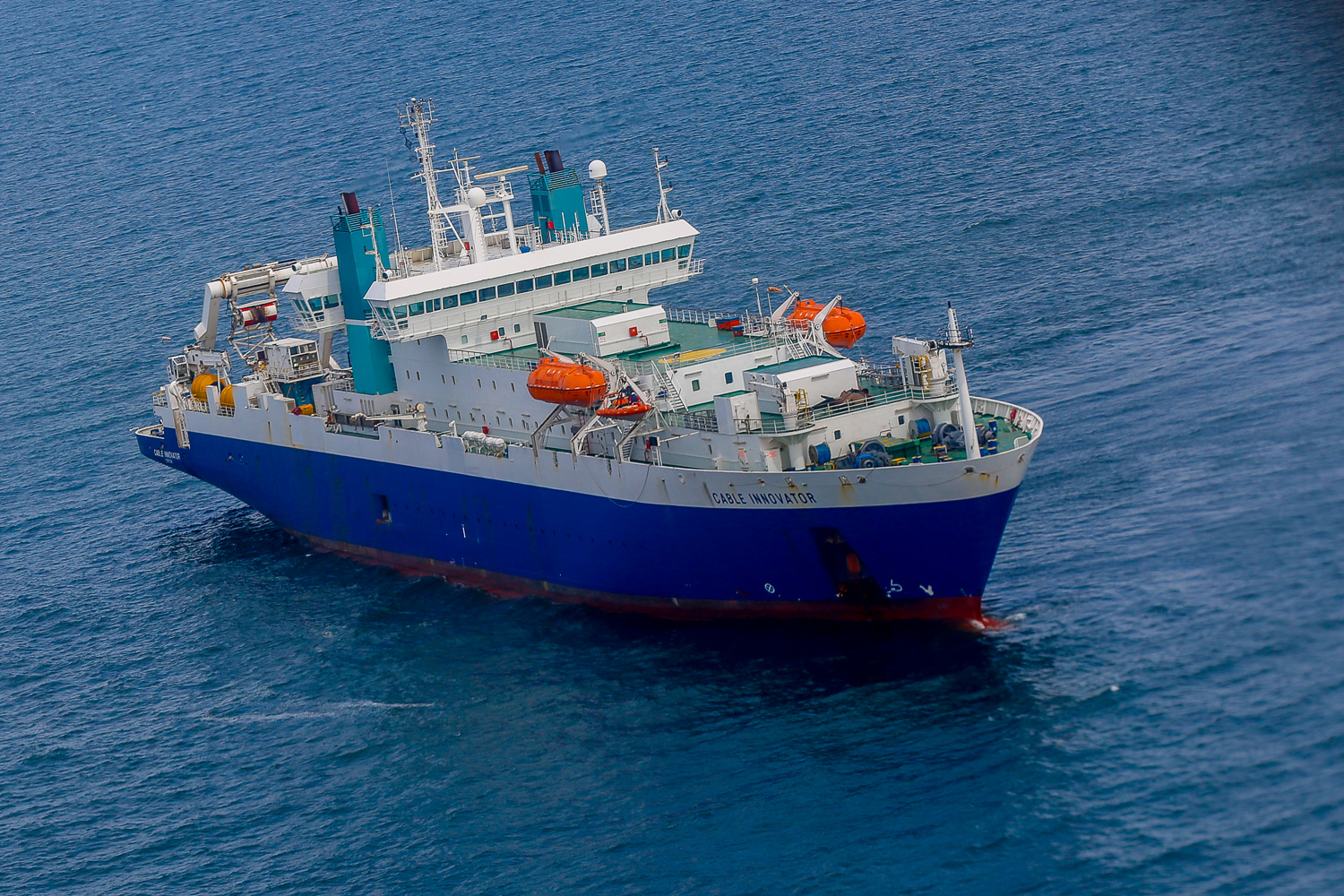
Kabelläggningsfartyget Cable Innovator, 2016